# Gary Freeman
 (décembre 2023).
Si vous disposez d'ouvrages ou d'articles de référence ou si vous connaissez des sites web de qualité traitant du thème abordé ici, merci de compléter l'article en donnant les références utiles à sa vérifiabilité et en les liant à la section « Notes et références ».

a Compétitions nationales et continentales officielles uniquement.

b Matchs officiels uniquement.
Gary Freeman , né le 4 décembre 1962 à Auckland (Nouvelle-Zélande), est un joueur néo-zélandais de rugby à XIII dans les années 1980 et 1990.
Originaire d'Auckland, G. Freeman a évolué au sein du club de Northcote de 1981 à 1987, année où il remporte le Championnat d'Auckland. Cette période est entrecoupée de passages en Angleterre au sein des clubs de Kent et Castleford. En 1988, il intègre le Championnat de Nouvelle-Galles du Sud en signant pour Balmain avec lequel il dispute deux finales perdues du Championnat en 1988 et 1989. Il rejoint ensuite Eastern Suburbs où à titre individuel il est meilleur joueur du Championnat de Nouvelle-Galles du Sud en 1992, une première pour un Néo-zélandais. Il termine sa carrière sportive par des passages à Penrith et Parramatta.
Parallèlement à sa carrière en club, il est un des joueurs indiscutables en équipe de Nouvelle-Zélande cumulant 40 sélections entre 1986 et 1995 disputant notamment la finale de Coupe du monde de l'édition 1985-1988.
Après sa carrière sportive, il devient sélectionneur de l'équipe de Nouvelle-Zélande entre 2001 et 2002, puis devient consultant sur Fox Sports pour la NRL.

## Palmarès
- Collectif :
  - Vainqueur du Championnat d'Auckland : 1987  (Northcote).
  - Finaliste de la Coupe du monde : 1985-1988 (Nouvelle-Zélande).
  - Finaliste du Championnat de Nouvelle-Galles du Sud : 1988 et 1989 (Balmain).

- Individuel :
  - Meilleur joueur du Championnat de Nouvelle-Galles du Sud : 1992 (Eastern Suburbs).